# Катлер (Іллінойс)
Катлер (англ. Cutler) — селище (англ. village) в США, в окрузі Перрі штату Іллінойс. Населення — 361 особа (2020).

## Географія
Катлер розташований за координатами 38°1′57″ пн. ш. 89°34′3″ зх. д. / 38.03250° пн. ш. 89.56750° зх. д. (38.032564, -89.567564).  За даними Бюро перепису населення США в 2010 році селище мало площу 1,22 км², уся площа — суходіл.

## Демографія
Згідно з переписом 2010 року, у селищі мешкала 441 особа в 175 домогосподарствах у складі 114 родин. Густота населення становила 363 особи/км².  Було 207 помешкань (170/км²).
Расовий склад населення:
| - 97,7 % — білих - 1,1 % — чорних або афроамериканців |

До двох чи більше рас належало 0,9 %. Частка іспаномовних становила 0,5 % від усіх жителів.
За віковим діапазоном населення розподілялося таким чином: 23,6 % — особи молодші 18 років, 62,1 % — особи у віці 18—64 років, 14,3 % — особи у віці 65 років та старші. Медіана віку мешканця становила 38,9 року. На 100 осіб жіночої статі у селищі припадало 100,5 чоловіків;  на 100 жінок у віці від 18 років та старших — 98,2 чоловіків також старших 18 років.
Середній дохід на одне домашнє господарство  становив 49 612 долари США (медіана — 42 125), а середній дохід на одну сім'ю — 61 652 долари (медіана — 56 354). За межею бідності перебувало 18,9 % осіб, у тому числі 24,3 % дітей у віці до 18 років та 12,9 % осіб у віці 65 років та старших.
Цивільне працевлаштоване населення становило 175 осіб. Основні галузі зайнятості: виробництво — 29,7 %, освіта, охорона здоров'я та соціальна допомога — 17,7 %, будівництво — 17,7 %.